# Diversity and Distributions
Diversity and Distributions — двомісячний оглядовий науковий журнал, присвячений біогеографічним проблемам охорони природи, вперше опублікований в 1993 р. під назвою Biodiversity Letters. В журналі розглядаються питання застосування біогеографічних принципів, теорій, аналізуються проблеми пов'язані зі збереженням біорізноманіття. Нині відповідальним редактором є Janet Franklin, яка перейняла цю посаду від David M. Richardson у грудні 2015 р.
За висновком Journal Citation Reports, в 2011 р. impact factor журналу становив 4.830, що відповідало 2-му місцю серед 37 журналів в категорії «Biodiversity Conservation (Збереження біорізноманіття)» and 20th out of 134 journals in the category «Ecology».

## Ресурси Інтернету
- Офіційний сайт
- http://onlinelibrary.wiley.com/journal/10.1111/(ISSN)1472-4642/currentissue
- http://onlinelibrary.wiley.com/journal/10.1111/(ISSN)1472-4642/issues [Архівовано 18 грудня 2016 у Wayback Machine.]